# DB07
DB07 er en kode standard for kategorisering af erhvervsbrancher udviklet af Danmarks Statistik, baseret på den internationale NACE kode standard.
DBet i DB07 er en forkortelse for Danske Branchekoder, 07 hentyder til at det er versionen fra 2007, der trådte i kraft fra 1. januar 2008, hvor den erstattede den forrige DB03. 1. januar 2025 blev DB07 erstattet af DB25. 